# Munkatermelékenység

A munka termelékenysége 2012-ben Európa különböző országaiban, egy órára, egy főre vetített GDP USD-ben (OECD adat)

Az OECD tagállamainak munkatermelékenysége 2007-ben, GDP/munkaóra. Kék oszlopok – magasabb az OECD átagánál; sárga oszlopok – alacsonyabb

A munkatermelékenység vagy röviden termelékenység közgazdasági fogalma a termelési folyamat eredménye és a ráfordított élőmunka közötti viszonynak, az egységnyi munkamennyiséggel előállított termékmennyiségnek, az élőmunka hatékonyságának, minőségének mutatója. A statisztika az időegység alatt előállított termékmennyiséggel, nemzetgazdasági szinten gyakran az egy munkaóra alatt előállított GDP-vel fejezi ki ezt a viszonyt, anélkül, hogy vizsgálná a munka feszítettségét, azaz az időegység alatt elvégzett munkamennyiséget mutató munkaintenzitást, amit így átlagosnak, változatlannak tételez fel.

## A munkatermelékenység vizsgálata
A termelékenység különböző mutatói közül a legfontosabb a munkatermelékenység, ami azt mutatja meg, hogy egységnyi munkaerő mekkora gazdasági kibocsátást eredményez. Fő mutatói az egy foglalkoztatottra jutó éves GDP, illetve az egy munkaórára jutó GDP.
Az egyéb gazdasági erőforrások (ásványkincsek, munkaerő) végessége miatt általában a gazdasági növekedés legfontosabb forrása a munkatermelékenység növelése. Ennek fontos tényezője az oktatás, a kutatás fejlesztése, az innováció, bár az ezekbe történt beruházások csak hosszabb távon éreztetik hatásukat.

## A termelékenységi rejtély
A fejlett országokban a 2010-es évek óta nem tapasztalható érdemi növekedés a munkatermelékenységi adatokban. Ezt a jelenséget hívják termelékenységi rejtélynek (angolul productivity puzzle), ugyanis a szakértők arra számítottak, hogy a műszaki fejlődés, többek között az okostelefonok és a közösségi média elterjedése jelentősen javítja majd a fejlett társadalmak gazdaságának termelékenységét. (A termelékenységet persze az újonnan előállított termékek piaci értékén, nem a használati értékén mérik, így lehetséges, hogy a mai áron olcsó okostelefonok tömegtermelése nem jelent termelékenységnövekedést az évtizedekkel korábbi mobiltelefonokhoz képest, bár használati értékük nyilván sokkal nagyobb.) 
Közgazdász kutatók abban keresik a termelékenység stagnálásának magyarázatát, hogy a korábbi termelékenységi szint fenntartásához is egyre több kutatóra van szükség. Amerikai kutatók számításai szerint a 2000-es években a teljes tényezőtermelékenység egységnyi növeléséhez 20-szor annyi kutatóra volt szükség, mint az 1930-as években.

## A munka termelékenysége Magyarországon
A Magyar Nemzeti Bank 2022-es termelékenységi jelentése megállapította, hogy a hazai munkatermelékenység továbbra is az EU-rangsor alsó harmadában volt és a visegrádi országok átlagától is elmaradt. A dokumentum kiemeli, hogy a termelékenység javítása jelenti a legnagyobb növekedési tartalékot.
Az egy foglalkoztatottra jutó hozzáadott érték 2021-ben az EU-átlagához képest 72,3%.ot ért el szemben a 2019. évi 70,6%-kal. A 27 EU-tagállam között Magyarország a 24. helyen állt.
A hazai munkatermelékenység az 5 legtermelékenyebb európai ország átlagának csupán 47,6 százaléka volt. Az egy munkaórára vetített hozzáadott érték hazánkban az uniós átlag mintegy kétharmada (65,9 százalék) volt 2021-ben, míg a mutató az EU27 átlagának 65,3 százalékát tette ki 2019-ben.
2020-ban a vállalatok között a méretek arányában továbbra is jelentős termelékenységi különbségek voltak: a mikrovállalkozások termelékenysége a nagyvállalatokéhoz képest 43%, a kisvállalatoké 64%, míg a közepes vállalatoké 73% volt.
A munka termelékenysége a magyarországi külföldi irányítású vállalatok körében 2009–2016 között 3,1-szer volt magasabb a magyar vezetésűeknél, ez 2019-re 2,6-szorosra csökkent.
2021-ben az ágazatok közül kiemelkedett a pénzügyi ágazat munkatermelékenysége 20,6 millió forint/fő értékkel, ezt követte az információ, kommunikáció iparág (13,1 millió forint/fő), illetve a feldolgozóipar (11,6 millió/fő).
A GKI Gazdaságkutató Zrt. 2023 szeptemberi jelentésében az Eurostat adatai alapján megállapította, hogy 2009 és 2022 között az egy dolgozóra jutó hozzáadott érték a visegrádi országok, valamint Németország és Románia adataihoz viszonyítva nálunk emelkedett a legkevésbé. A feldolgozóiparban Románia teljesítménye 42%-kal, Szlovákiáé 94%-kal, Németországé 35%-kal nőtt, míg Magyarországon csak 30%-os volt a növekedés. Az infokommunikációban a magyar növekedés 28%-os, Németországban 34%, Romániában 101% volt, de a szlovák mutató 2%-kal visszaesett. A magyar adatok különösen annak fényében kedvezőtlenek, hogy 2010 és 2021 között éves átlagban a magyar GDP 3,6%-ának megfelelő nettó felzárkóztatási forrás érkezett az Európai Unióból Magyarországra.